# Johan Diedric Duwall
Johan Didrik Duwall, född den 5 oktober 1723 på Bredsjö gård i Järlåsa socken, död den 12 mars 1801, var en svensk friherre, militär och politiker.

## Biografi
Duwall var son till majoren, friherre Sven Duwall och friherrinnan Sophia Charlotta Kruse af Verchou samt bror till Gustava Duwal. Han ägnade sig först åt den militära banan, och blev 1747 regementskvartermästare och därefter kapten vid livgardet. Sedan han 1757 ingått giftermål med Ulrika Kierman, dotter till hattledare, talmannen för borgarståndet Gustaf Kierman drogs hans intresse in på den politiska banan. Redan vid riksdagen 1760–1762 var han så högt uppburen att han bland sina partivänner uppfördes på förslag till riksråd. Efter riksdagens slut befordrades han till överste. Räfsten med växelkontoren 1765 i samband med mössornas seger gav honom vid den riksdagen nog sysselsättning med att förgäves rädda sin svärfar från straff. Vid den följande riksdagen 1769–1770, då hattarna åter förfogade över majoriteten, insattes Duwall i sekreta utskottet och blev på nytt framförd på riksrådsförslag.
Vid riksdagen 1771–1772 var han en av de tre hattar, som på initiativ av Gustav III underhandlade med motsvarande antal mössor om försoning mellan partierna. Efter revolutionen blev han 1773 utnämnd till generalmajor och 1786 till generallöjtnant. Samma år förordnades han av kungen till lantmarskalk, och belönades för sina insatser under riksdagen med serafimerorden. Han anslöt sig dock inte till det gustavianska partiet, och vid riksdagen 1789 återfanns han bland den konstitutionella frihetens vänner, och efter Fersen och De Geers häktande blev han en av oppositionens ledare. Han protesterade med kraft mot förenings- och säkerhetsakten, bevillningens utgående på obestämd tid med mera, och många rykten gick om han förestående häktning. Han kom dock att dra sig tillbaka till det enskilda livets lugn och ro.